# Бокхорис
Бокхорис (древнеегипетское Бакенренеф) — фараон Древнего Египта из XXIV династии, правивший, приблизительно, в 718—712 годах до н. э.

## Биография

### Происхождение
Бокхорис — сын саисского правителя Тефнахта (у Диодора — Тнефахф). Согласно Манефону, единственный представитель XXIV династии. Власть Бокхориса распространялась только на северную часть страны.

### Свидетельства античных авторов о Бокхорисе
Практически все известия о правлении этого фараона взяты из отрывков сочинения египетского жреца-историка III века до н. э. Манефона, сохранившихся в работах Африкана и Диодора.

«После вышеупомянутых царей власть перешла к Бокхорису, хотя и вызывавшему своим внешним видом презрение, весьма превосходившего, однако, всех своих предшественников остроумием».

«Четвертым законодателем, рассказывают они, был царь Бокхорис, мудрый и отличавшийся хитростью. Он утвердил законы в отношении царей и уточнил касающиеся сделок; и он был настолько мудр в судебных решениях, что многие из его постановлений в силу превосходства памятны до сих пор. Говорят, что телом он был весьма слаб, но по характеру — самым жадным из всех».
Вокруг личности фараона Бокхориса сложился целый цикл легенд, античная традиция представляла Бокхориса мудрым судьёй и законодателем, создавшим один из самых совершенных и гуманных законодательств того времени, запретивших продавать в рабство за долги свободных египтян. Бокхорис считал, что каждый египтянин — это раб государства, но не другого египтянина. Как полагали греки, на него равнялся сам архонт Афин Солон (VI век до н. э.), создатель демократической системы.

«Они говорят, что законы касающиеся сделок принадлежат Бокхорису. Они предписывали, чтобы получившие ссуду без расписки, если не признают себя должниками, после принесения клятвы освобождались от долга: во-первых, для того чтобы они, высоко почитая клятвы, испытывали богобоязнь. Ибо совершенно очевидно, что к человеку часто приносящему клятвы начинает пропадать доверие, и чтобы не лишиться ссуды, любой будет стараться изо всех сил не доводить дело до клятвы; затем, целиком положившись на нравственную чистоту, законодатель решил побудить всех людей быть порядочными, чтобы им не стать оклеветанными, как те, кто недостоин доверия. Кроме того, он посчитал нелепым, чтобы те, кому доверили без клятвы, поклявшись в отношении тех же самых сделок, не удостоились бы доверия. Кредиторам же он воспретил умножать прибыль вдвое под процент.
Взыскивать с должников он постановил с их имущества, а самого человека он запретил рассматривать как объект долга, рассудив, что имущество принадлежит тем, кто его заработал или получил в дар от другого владельца, а люди принадлежат государству; чтобы оно могло получать с них общественную повинность и в мирное время и во время войны. Ибо, в самом деле, нелепо, чтобы воина, если ему предстоит подвергнуться опасности в битве за отечество, приведут за долги в суд из-за кредитора, и, таким образом, из-за корысти частных лиц опасности подвергнется общее спасение. Очевидно, что этот закон Солон перенёс в Афины, назвав его „обезбремение“, избавив всех граждан от долгов, могущих рассматривать как объект долга самого человека. Некоторые не без основания порицали многих эллинских законодателей, которые запрещали брать в качестве залога оружие, плуг и другое, наиболее значимое, а тех, кто этим пользуется, разрешали».
Бокхорис покровительствовал беднякам, наложил узду на ростовщиков и позволил частным лицам приобретать поземельную собственность и заключать о ней акты, нанеся этим ущерб храмам и жрецам, бывшим до тех пор, вместе с фараоном и номархами, единственными земельными собственниками. Действительно, несколько позже этого времени появляются контракты, написанные новым демотическим письмом (начальный этап которого относится как раз к временному периоду Бокхориса) и касающиеся сделок на землю, но при чём здесь Бокхорис, остаётся неизвестным.
Известность Бокхориса в античном мире была столь велика, что Тацит даже связал с этим фараоном пересказанную им историю Моисея. О Бокхорисе упоминает Афиней, отмечая его воздержанность в приёме пищи (тут отцом Бокхориса назван некий Неохабид). Приговоры мудрого судьи Бокхориса, подобные Соломоновым, нашли себе изображения даже на фресках Помпей.
Правда, Элиан крайне негативно отзывается о Бокхорисе:

«Бокхорис, царь Египта, приобрёл, — уж не знаю как, — ложную славу и вымышленную известность и представляется справедливым в своих суждениях и имеющим душу праведника. А на самом деле, по-видимому, всё было наоборот. Большинство его деяний здесь я обойду молчанием, но вот как он, из желания досадить народу Египта, обошёлся с Мневисом. Он выставил против него дикого быка. Тогда Мневис начал реветь, и пришелец проревел в ответ. И затем чужак в гневе бросился вперёд, намереваясь напасть на быка-любимца бога, но споткнулся, врезался в ствол дерева и сломал рог, после чего Мневис ударил его в бок и убил. Бокхорис был посрамлён, а египтяне возненавидели его. Но если кто-то сочтёт крайне недостойным приправлять натуральной историей легенды, то он просто глупец. Ибо я утверждаю, что и обычаи с этими быками, и что тогда случилось, и что я слышал от египтян … признается ими омерзительным».

### Сведения о Бокхорисе в египетских источниках
Единственный источник, современный правлению Бокхориса, сохранившийся до наших дней — это открытая Огюстом Мариеттом стела из Серапеума в Саккара, повествующая о захоронении священного быка Аписа.

### Отношения с Ассирией
У Манефона, кроме того, сохранилась о Бокхорисе заметка, что при нём заговорил человеческим голосом ягнёнок. В Вене был найден демотический папирус от 34 года Августа, в котором рассказывается, как некий египтянин Пасанхор получил предсказание от священного агнца о грозящих Египту несчастьях от азиатов и Ниневии: 900 лет будет он плакать, пока не явятся цари, которые водворят порядок внутри, возвратят славу извне и вернут из Азии отнятые идолы богов. Сказав это ягнёнок умер. Пасанхор доложил фараону Бокхорису, который велел почтить ягнёнка божественными почестями.
Об этом ягнёнке упоминает и Элиан:

«Египтяне утверждают, (хотя я им вовсе не верю), но они утверждают, что в дни прославленного Бокхориса родился ягненок с восемью ногами и двумя хвостами, и он говорил. И говорят, что этот ягненок имел две головы и четыре рога».
Это пророчество приурочено к Бокхорису потому, что, по-видимому, к его правлению относятся первые столкновения Египта с Ассирией. Видимо, это Бокхорис оказал содействие царю Газы Ганнону, восставшему против Саргона и послал ему в помощь своего военачальника Сибе, но союзники потерпели поражение при Рафии. А под 715 годом до н. э. анналы Саргона II гласят о получении даров от фараона, по-видимому, от Бакхориса.
Что Бокхорис был известен в Азии и, может быть, подавал там надежды, указывает найденный в Италии у Корнето интересный глиняный сосуд финикийской работы с его именем и изображением пленных негров.

### Поражение от кушитов и смерть
Около 712 году до н. э. Бокхорис был побеждён царём Куша Шабакой, который, по утверждению Манефона, сжег Бокхориса заживо. Это может быть объяснено тем, что он казнил его как нарушителя присяги, данной Пианхи его отцом Тефнахтом, хотя возможно, что речь идёт о смерти фараона при пожаре осаждённого города.
Правил не менее 6 лет. Секст Африкан цитируя Манефона указывает, что Бокхорис правил в течение 6 лет, но Евсевий Кесарийский (из Синкелла и Армянская версия), ссылаясь на того же Манефона, говорит Бокхорис царствовал 44 года.

## Имя
| nswt&bity |

| nswt&bity |

| N5 | V29 | D28 |

| N5 | V29 | D28 |

| N5 | V29 | D28 |

| N5 | V29 | D28 |

| N5 | V29 | D28 |

| N5 | V29 | D28 |

| N5 | V29 | D28 |

| N5 | V29 | D28 |

| G39 | N5 |

| G39 | N5 |

| G29 · V31 | n · r · n · f |

| G29 · V31 | n · r · n · f |

| G29 · V31 | n · r · n · f |

| G29 · V31 | n · r · n · f |

| G29 · V31 | n · r · n · f |

| G29 · V31 | n · r · n · f |

| G29 · V31 | n · r · n · f |

| G29 · V31 | n · r · n · f |

| G29 | V31 · N35 | r&n&f |

| G29 | V31 · N35 | r&n&f |

| G29 | V31 · N35 | r&n&f |

| G29 | V31 · N35 | r&n&f |

| G29 | V31 · N35 | r&n&f |

| G29 | V31 · N35 | r&n&f |

| G29 | V31 · N35 | r&n&f |

| G29 | V31 · N35 | r&n&f |